# 崖のふちプロレス
崖のふち女子プロレス（がけのふちじょしプロレス）は、日本の女子プロレス団体。

## 歴史

### 崖のふちプロレス
- 2011年5月25日、アイスリボンイサミレッスル武闘館大会で松本都が藤本つかさの持つICE×∞王座に挑戦して敗北したことから退団を表明。全試合終了後の座談会で松本が崖のふちプロレスを設立することを発表。
- 6月3日、イサミレッスル武闘館で旗揚げ戦を開催。
- 2012年1月、アイスリボンのブランドになった。
- 2016年6月26日、松本が解散することを発表。

### 崖のふち女子プロレス
- 2019年11月11日、高木三四郎に譲渡して団体名を崖のふち女子プロレスに改称して活動再開することを発表。
- 12月24日、レッスル武闘館で旗揚げ戦を開催。

## 所属選手
- 松本都

## スタッフ

### レフェリー
- 木曽大介（DDTプロレスリング）

### リングアナウンサー
- 翔太（ガンバレ☆プロレス）

### オーナー代理
- 澤宗紀（フリー）

## 大会一覧
大会は原則としてワンマッチで行われて試合形式は5番勝負でプロレス以外の対決も含まれる（プロレスのみの場合もある）。対戦相手は移籍や引退などのプロレス人生の岐路、すなわち「崖のふち」に立っている選手が男女問わず参戦している。
| 大会名                                                       | 勝利選手                                                       | 勝敗分   | 敗北選手                                                                                         | 日付           | 会場                   |
| ------------------------------------------------------------ | -------------------------------------------------------------- | -------- | ------------------------------------------------------------------------------------------------ | -------------- | ---------------------- |
| 旗揚げ戦                                                     | 松本都                                                         | 3-2      | 菊地毅                                                                                           | 2011年6月3日   | イサミレッスル武闘館   |
| 第2戦                                                        | ザ・グレート・サスケ                                           | 5-0      | 松本都                                                                                           | 2011年7月10日  | ラジアントホール       |
| 第3戦                                                        | 藤本つかさ                                                     |          | 松本都                                                                                           | 2011年7月10日  | ラジアントホール       |
| 第4戦                                                        | 真琴                                                           | 3-2      | 松本都                                                                                           | 2011年8月20日  | イサミレッスル武闘館   |
| 第5戦                                                        | 松本都                                                         |          | ランジェリー武藤                                                                                 | 2011年10月20日 | イサミレッスル武闘館   |
| 第6戦                                                        | さくらえみ                                                     |          | 松本都                                                                                           | 2011年12月29日 | イサミレッスル武闘館   |
| みやこマニア1                                                | リボン高梨                                                     |          | 松本都                                                                                           | 2011年12月29日 | イサミレッスル武闘館   |
| みやこマニア2                                                | リボン高梨                                                     |          | 松本都                                                                                           | 2011年12月29日 | イサミレッスル武闘館   |
| みやこマニア3                                                | さくらえみ                                                     |          | 松本都                                                                                           | 2011年12月29日 | イサミレッスル武闘館   |
| 第7戦                                                        | 松本都                                                         | 3-2      | 米山香織                                                                                         | 2012年3月20日  | 後楽園ホール           |
| 第8戦                                                        | 松本都                                                         | 3-2      | 米山香織                                                                                         | 2012年3月27日  | レッスル武闘館         |
| 第9戦                                                        | 松本都 内藤メアリ                                              | 3-2      | スポルティーバエンターテイメント軍                                                               | 2012年6月24日  | スポルティーバアリーナ |
| 第9戦                                                        | 彰人 with マンモス半田                                         |          | 松本都 with ミスター6号                                                                          | 2012年6月24日  | スポルティーバアリーナ |
| 第10戦                                                       | 帯広さやか                                                     |          | 松本都                                                                                           | 2012年12月30日 | レッスル武闘館         |
| 第11戦                                                       | 鈴木みのる                                                     |          | 松本都                                                                                           | 2013年5月4日   | ラジアントホール       |
| 第12戦                                                       | GAMI                                                           | 3-2      | 松本都                                                                                           | 2013年12月19日 | レッスル武闘館         |
| 今日から君もプロモーター!春の陣                              | 冨宅飛駈                                                       |          | 松本都                                                                                           | 2014年3月16日  | 港区民センター         |
| 第13戦                                                       | 志田光                                                         |          | 松本都                                                                                           | 2014年4月1日   | レッスル武闘館         |
| 第14戦                                                       | 内藤メアリ                                                     |          | 松本都                                                                                           | 2014年12月29日 | レッスル武闘館         |
| 第15戦                                                       | 渋谷シュウ                                                     | 5-1      | 松本都                                                                                           | 2015年4月27日  | レッスル武闘館         |
| 第16戦                                                       | 紫雷美央                                                       | 2-1      | 松本都                                                                                           | 2015年9月7日   | レッスル武闘館         |
| 第17戦                                                       | 新田猫子                                                       |          | 松本都                                                                                           | 2015年12月16日 | レッスル武闘館         |
| 第17戦追加公演                                               | 新田猫子                                                       |          | 松本都                                                                                           | 2015年12月22日 | スポルティーバアリーナ |
| 崖のふち女子旗揚げ戦                                         | 黒潮"イケメン"二郎                                             |          | 松本都                                                                                           | 2019年12月24日 | レッスル武闘館         |
| 崖のふち女子旗揚げ戦                                         | テキーラ沙弥 高木三四郎                                        |          | 松本都 黒潮"イケメン"二郎                                                                        | 2019年12月24日 | レッスル武闘館         |
| 崖っぷち白雪姫2020                                           | クリス・ブルックス with ドリュー・パーカー                     | 3007-1   | 松本都                                                                                           | 2020年1月4日   | 板橋グリーンホール     |
| 崖っぷちかぐや姫2020〜ミヤコハウス2020〜                     | 力 with せのしすたぁ・まお                                     |          | 松本都 with 一般人・澤宗紀                                                                       | 2020年3月12日  | レッスル武闘館         |
| 無人プロレス2020〜Nobody Show〜                              | 松本都                                                         | 引き分け | サイプレス上野                                                                                   | 2020年6月5日   | レッスル武闘館         |
| 崖女Fes2020〜STAR☆ットしちゃうぜ夏だしね〜                   | 島谷常寛 with まお（せのしすたぁ）                             |          | 中村圭吾 with さわしすたぁ                                                                       | 2020年8月1日   | 新宿FACE               |
| 崖女Fes2020〜STAR☆ットしちゃうぜ夏だしね〜                   | ドリュー・パーカー 山下りな                                    |          | 松本都 クリス・ブルックス                                                                        | 2020年8月1日   | 新宿FACE               |
| 崖っぷち無限列車2021                                         | 今成夢人 まなせゆうな                                          | 3003-3   | 松本都 クリス・ブルックス                                                                        | 2021年2月5日   | レッスル武闘館         |
| シン・Miyacoco Fes Vol.8〜Happy Death Day〜                  | クリス・ブルックス ドリュー・パーカー 朱崇花                   |          | 葛西純 松本都 山下りな                                                                           | 2021年4月28日  | 四谷Outbreak!          |
| 時計じかけの崖のふち2022〜崖のふちvsプロミネンス全面対抗戦〜 | クリス・ブルックス with ドリュー・パーカー                     |          | 鈴季すず                                                                                         | 2022年1月4日   | 新宿FACE               |
| 時計じかけの崖のふち2022〜崖のふちvsプロミネンス全面対抗戦〜 | 世羅りさ                                                       | 105-0    | 松本都                                                                                           | 2022年1月4日   | 新宿FACE               |
| 時計じかけの崖のふち2022〜崖のふちvsプロミネンス全面対抗戦〜 | 高木三四郎 せのしすたぁいのうえまお with せのしすたぁまお      | 無効試合 | 宮城もち 藤田あかね                                                                              | 2022年1月4日   | 新宿FACE               |
| 時計じかけの崖のふち2022〜崖のふちvsプロミネンス全面対抗戦〜 | 高木三四郎 宮城もち 世羅りさ 藤田あかね 鈴季すず with 柊くるみ |          | 松本都 勝俣瞬馬 クリス・ブルックス せのしすたぁいのうえまお with せのしすたぁまお&一般人・澤宗紀 | 2022年1月4日   | 新宿FACE               |